# Antonio Cederna
Antonio Cederna (Milano, 27 ottobre 1921 – Sondrio, 27 agosto 1996) è stato un giornalista, ambientalista, politico e intellettuale italiano.

## Biografia
Figlio di Giulio Cederna e di Ersilia Gabba, fratello della giornalista Camilla Cederna e padre di Giuseppe, Camilla e Giulio Cederna; nipote di Antonio, valtellinese di modeste condizioni, prima garibaldino e poi imprenditore di cotone a Milano. La madre Ersilia, figlia di Luigi Gabba, garibaldino e professore al Politecnico di Milano, è una delle prime donne in Italia a conseguire la laurea (in germanistica).
Nel 1943, per sfuggire alla chiamata alle armi dell'esercito della Repubblica di Salò, si rifugia in Svizzera; viene arrestato e internato nel campo di Büren an der Aare, nel Canton Berna. Nel 1945 riesce a rientrare in Italia.
Si laurea in Archeologia classica all'Università degli Studi di Pavia nel 1947 con una tesi sulla scultura tardo-romana e consegue il diploma alla scuola di perfezionamento di Roma nel 1951. Abbandona quasi subito però l'archeologia per dedicarsi con passione e impegno a campagne di stampa volte a sensibilizzare l'opinione pubblica sui problemi inerenti alla salvaguardia del territorio, del patrimonio naturale e culturale italiano.

### L'attività di giornalista e di scrittore
(Antonio Cederna, Salvaguardia dei centri storici e sviluppo urbanistico, in Casabella 250, 1961)
La tesi della scuola di perfezionamento, una relazione sui risultati di uno scavo effettuato insieme all'archeologo Lucos Cozza a Carsoli, viene pubblicata su importanti riviste specialistiche. A seguito di ciò Elena Croce lo chiama a collaborare alla rivista Lo Spettatore Italiano occupandosi prevalentemente di critica d'arte; un suo articolo del 1950 viene notato da Carlo Antoni, che lo segnala a Mario Pannunzio. Da questo momento, Cederna inizia a collaborare con il settimanale Il Mondo. Il primo articolo per Il Mondo è del 2 luglio 1949.
Nell'Italia della ripresa economica e della ricostruzione sono sempre più grandi le minacce al patrimonio artistico, storico e paesaggistico italiano: Cederna abbandona l'archeologia e si dedica alla denuncia sistematica delle attività che possano guastare ii beni culturali e territoriali italiani. Si dedica alla difesa dei centri storici (in particolare di Roma, Milano e Venezia) dagli sventramenti e dalla speculazione edilizia selvaggia, è a favore della costituzione del Parco dell'Appia Antica a Roma, a rischio cementificazione, e della tutela dei parchi nazionali e delle coste, valorizzando le zone umide da svantaggiose opere di bonifica.
(Antonio Cederna La distruzione della natura in Italia p. 56, 1975)
Scrive su Il Mondo fino a quando il giornale non chiude (1966). Dal 1966 al 1969 scrive sulle riviste Abitare e Casabella, dal 1967 al 1981 sul Corriere della Sera, poi, tra il 1981 e il 1996 collabora con La Repubblica e L'Espresso.
Pubblica molti libri sulla distruzione del patrimonio artistico, storico e paesaggistico italiano: I Vandali in casa (Laterza, 1965), La distruzione della natura in Italia (Einaudi, 1975), Mussolini urbanista (Laterza, 1980), Brandelli d'Italia (Newton Compton, 1991).
All'opera di giornalista e scrittore affianca l'attività di divulgatore con la partecipazione a convegni, manifestazioni e campagne politiche.

### L'attività politica e istituzionale
Nel 1955 è tra i fondatori di Italia Nostra, di cui è poi consigliere nazionale (dal 1960), presidente della Sezione Romana (dal 1980), e socio onorario.
Negli anni 1970 fa parte della VI sezione del Consiglio Superiore dei Lavori Pubblici. È consigliere comunale di Roma dal 1958 al 1961 e dal 1989 al 1993 e deputato della Sinistra Indipendente dal 1987 al 1992. In Parlamento contribuisce alla stesura di leggi per la difesa del territorio e la tutela del patrimonio naturale, come la legge per Roma Capitale e la Legge Quadro sulle aree naturali protette.
Gli viene offerta da un vasto schieramento democratico e ambientalista la candidatura a Sindaco di Roma, ma rifiuta.

### Il Parco dell'Appia Antica

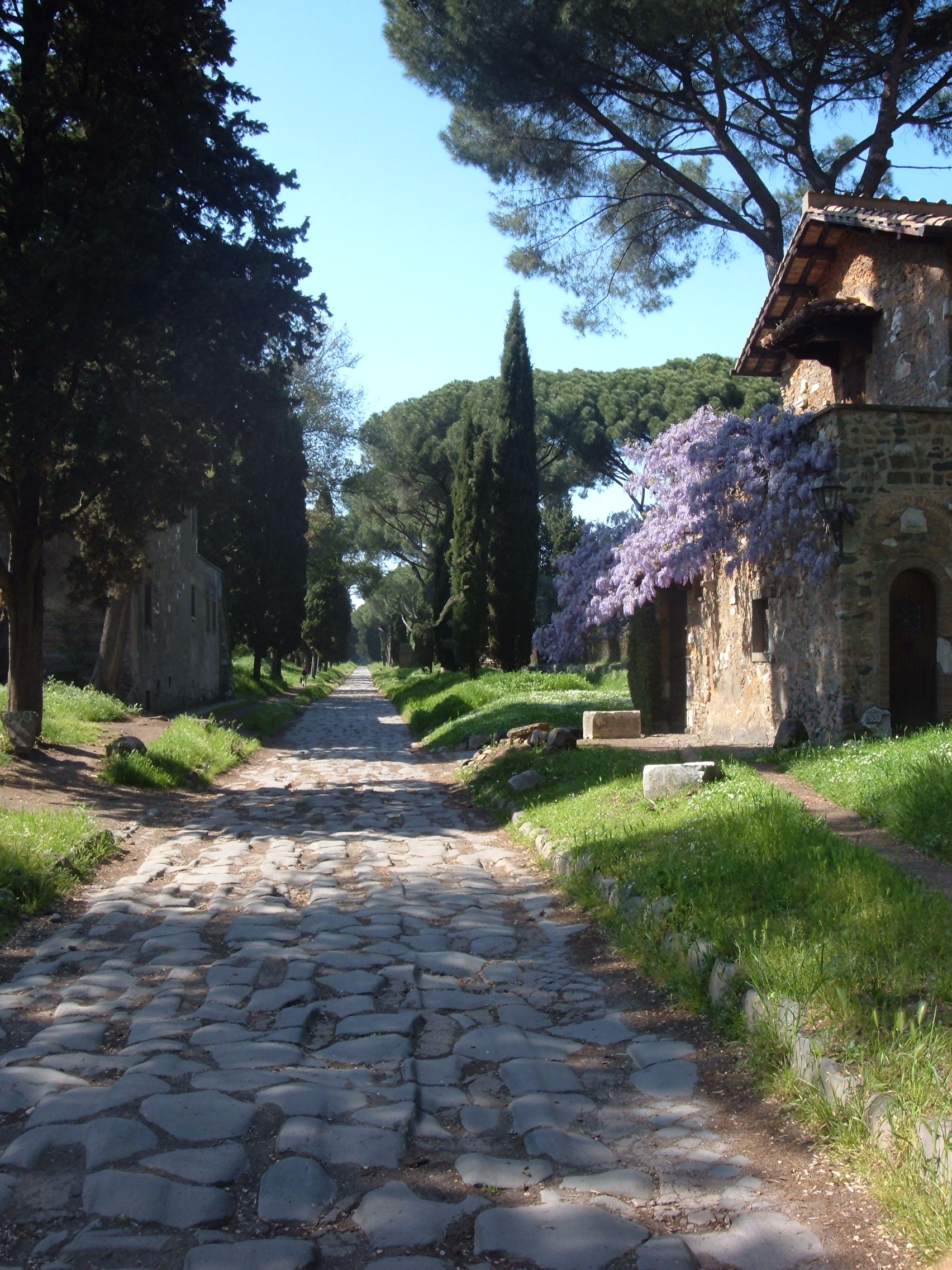
Via Appia antica nei pressi di Quarto Miglio.

Tra le sue battaglie, quella per la tutela dell'Appia Antica è stata un fil rouge durante tutta la sua esistenza: a essa ha dedicato più di 140 articoli. Nel 1993 viene nominato Presidente dell'Azienda Consortile per il Parco dell'Appia Antica e si batte duramente perché il progetto del parco possa decollare. 
Muore il 27 agosto del 1996; sei mesi dopo, il 9 marzo 1997, viene festeggiata la prima domenica a piedi sull'Appia.

### L'Archivio Cederna
Da novembre 2008 la villa di Capo di Bove, situata nell'omonimo sito archeologico lungo la via Appia, ospita l'Archivio Antonio Cederna; lo compongono materiali che coprono un arco temporale che va dagli anni 1940 agli anni 1990: la corrispondenza ufficiale e personale, fotografie, appunti manoscritti, articoli, mappe e planimetrie, documenti inediti. È conservata qui anche la sua biblioteca: 4.000 volumi di archeologia, urbanistica, architettura, ambiente, storia di Roma, storia dell'arte, legislazione sulla salvaguardia di beni storico-artistici e paesaggistici.

## Vita privata
Sposato nel 1956, ha avuto tre figli: Giuseppe, Camilla e Giulio. Era fratello della scrittrice e giornalista Camilla Cederna.

## Riconoscimenti
Nel 1970 ha ricevuto il Premio Saint-Vincent per il giornalismo.
La città di Milano gli ha dedicato i giardini pubblici di Via Principe Eugenio.

## Opere
- I vandali in casa, Bari, Laterza, 1956. - A cura di Francesco Erbani, Laterza, 2007, ISBN 978-88-420-8050-3.
- Mirabilia Urbis: cronache romane, 1957-65, Torino, Einaudi, 1965.
- La distruzione della natura in Italia, Collana Piccola Biblioteca n.243, Torino, Einaudi, 1975.
- A. Cederna-Italo Insolera-Fulco Pratesi, La difesa del territorio. Testi per Italia Nostra, Milano, Mondadori, 1976.
- Mussolini urbanista. Lo sventramento di Roma negli anni del consenso, Bari, Laterza, 1979. - Prefazione di Adriano La Regina, postfazione di Mauro Baioni, Corte del Fontego, 2006, ISBN 978-88-95124-01-8.
- Brandelli d'Italia. Come distruggere il bel paese. Sventramento di centri storici, lottizzazioni di foreste, cementificazione di litorali, manomissione del paesaggio. Un lucido atto d'accusa contro i mali che devastano ambiente, beni culturali e territorio, Roma, Newton Compton, 1991.
- In nome del Bel Paese. Scritti sull'Emilia Romagna (1954-1991), Quaderni IBC, 1998.
- Scritti per la Lombardia, Milano, Mondadori Electa, 2010, ISBN 978-88-3707-937-6.
- Difesa della natura, difesa dell'uomo, Collana Assise, La Scuola di Pitagora, 2012, ISBN 978-88-6542-102-4.
- Lo sfacelo del Bel Paese, Collana Pan, La Scuola di Pitagora, 2013, ISBN 978-88-6542-132-1.
- Un giro d’orizzonte. Scritti, discorsi parlamentari e proposte di legge, a cura di Andrea Costa e Sauro Turroni, prefazione di Vezio De Lucia. Scritti di Rita Paris ed Emma Tagliacollo, Milano, Biblion edizioni, 2022, ISBN 978-88-33832-65-4.